# 김민성 (배우)
김민성(본명 : 김충렬, 1978년 8월 10일 ~ )은 대한민국의 배우이다. 취미는 헬스, 스키, 축구, 특기는 요리이다. 단국대학교 연극영화과에서 연극영화학으로 학사학위를 받았다. 1996년 SBS 공채 탤런트 6기로 데뷔하였다.

## 활동
2008년 1월 29일 김민성은 MBC '아현동 마님'의 출연에 대해 "태어난 곳도 아현동" 이라면서 MBC ‘연기대상’에서 신인상을 수상한 것에 대해 이렇게 말하였다.
“제가 데뷔한 게 96년 SBS 청소년 드라마 ‘성장 느낌 18세’ 거든요. 이후로 SBS와 KBS에는 여러 작품에 출연했는데 MBC 드라마는 이번이 처음입니다. 
쑥스럽지만 그 덕에 데뷔 11년만에 신인상도 받아보니 기분은 좋네요.”

### 이미지 변신
- 2008년 방송된 MBC 일일드라마 '아현동 마님'에서 훈남 검사 부길라로 눈길을 모은 김민성이 KBS 드라마에서 방송될 '그녀의 스타일'에서 '까칠남'이 되어 1년 만에 브라운관에 복귀하였다.
- 주변 드라마 관계자는 "주변에서 평가하는 김민성은 착하고 순한 사람"이다. 그러나 '그녀의 스타일'을 통해서 평소 볼 수 없었던 카리스마가 넘치는 냉소남으로 변신했다고 밝혔다.[2]

2009년 3월 30일 김민성은 서울 광화문 가든플레이스에서 열린 KBSN 8부작 드라마 '그녀의 스타일' 제작 발표회에 참석해 "드라마 '아현동 마님'에서의 반듯하고 정직한 검사 부길라 이미지에서 벗어나고 싶었다"며 "'그녀의 스타일'의 민지석은 프랑스 유학파 출신의 까칠한 성격"이라고 밝혔다.

## 학력
- 단국대학교 연극영화과 연극영화학 학사

## 수상
- 2007년 MBC 연기대상 남자신인상

## 출연작

### 드라마
- 1996년 SBS LA아리랑
- 1996년 SBS 남자대탐험
- 1996년 SBS 성장느낌 18세
- 1996년 SBS 8월의 신부
- 1997년 SBS 꿈의 궁전
- 1997년 SBS 아름다운 그녀
- 1997년 SBS 여자
- 1998년 SBS 순풍산부인과
- 1998년 SBS 사랑해 사랑해
- 1998년 SBS 미스터Q
- 1998년 SBS 7인의 신부
- 1998년 SBS 백야 3.98
- 1998년 SBS 나 어때
- 1998년 SBS 미우나 고우나
- 1998년 SBS 단단한 놈
- 1999년 SBS 카이스트
- 1999년 SBS 토마토
- 1999년 SBS 행진
- 1999년 SBS 당신은 누구시길래
- 1999년 SBS 달콤한 신부
- 2000년 SBS 자꾸만 보고싶네
- 2002년 SBS 유리구두
- 2003년 SBS 해뜨는 집
- 2004년 MBC 우리가 물이 되어
- 2007년 MBC 아현동 마님
- 2009년 KBS DRAMA 그녀의 스타일

### 영화
- 《주홍글씨》 (2004년) - 조 형사 역

### 방송출연
- 2008년 7월 20일 MBC 《환상의 짝꿍》 58회 게스트